# Castel di Lama
Castel di Lama är en ort och kommun i provinsen Ascoli Piceno i regionen Marche i Italien. Kommunen hade 8 589 invånare (2018).